# Chejendé (paroisse civile)
Pour les articles homonymes, voir Chejende.
Chejendé est l'une des sept paroisses civiles de la municipalité de Candelaria dans l'État de Trujillo au Venezuela. Sa capitale est Chejendé, chef-lieu de la municipalité